# Sexual XXXXX!
Sexual XXXXX! é o segundo álbum de estúdio da banda japonesa de rock Buck-Tick, lançado em vinil, fita cassete e CD em 21 de novembro de 1987 pela Victor Entertainment. Foi remasterizado para uma versão digital em 19 de setembro de 2002.

## Recepção
Alcançou a 33° posição na Oricon Albums Chart e permaneceu na parada por quinze semanas. Vendeu cerca de 40,000 cópias.

## Faixas
Todas as músicas compostas por Imai.
| N.º            | Título                | Letras         | Duração |  |
| 1.             | "Empty Girl"          | Imai           | 3:36    |  |
| 2.             | "Future for Future"   | Imai           | 3:52    |  |
| 3.             | "Dream or Truth"      | Imai           | 4:23    |  |
| 4.             | "Do the I Love You"   | Imai           | 2:56    |  |
| 5.             | "Illusion"            | Sakurai        | 6:19    |  |
| 6.             | "Sexual XXXXX!"       | Sakurai        | 3:33    |  |
| 7.             | "Sissy Boy"           | Imai           | 4:26    |  |
| 8.             | "Mis-Cast"            | Imai           | 3:35    |  |
| 9.             | "Hyper Love"          | Imai           | 5:03    |  |
| 10.            | "My Eyes & Your Eyes" | Imai           | 4:54    |  |
| Duração total: | Duração total:        | Duração total: | 42:56   |  |

| Faixas bônus da remasterização digital de 2002 |                                                                       |         |  |
| N.º                                            | Título                                                                | Duração |  |
| 1.                                             | "Romanesque (Demo)"                                                   | 4:04    |  |
| 2.                                             | "Sexual XXXXX!" (Ao vivo "Climax Together" em 11 de setembro de 1992) | 3:49    |  |

## Ficha técnica

### Buck-Tick
- Atsushi Sakurai – vocal principal
- Hisashi Imai – guitarra solo, vocais de apoio
- Hidehiko "Hide" Hoshino – guitarra rítmica, guitarra acústica, vocais de apoio
- Yutaka "U-ta" Higuchi – baixo
- Toll Yagami – bateria e percussão
- produzido por Buck-Tick

### Músicos adicionais
- Tsutomu Nakayama – teclado, refrão
- Jun-ichi Tanaka – refrão

### Produção
- Kazumitsu Higuchi, Kazuo Sawaki – produtores executivos
- Jun-ichi Tanaka, Takafumi Muraki – diretores
- Shaking Hands Inc., Shotaku Yasuhara, Yoshihiko Masuoka – gerenciamento artístico
- Shigeo Azami – roadie
- Takashi Furui, Kiyoshi Nagaoka – coordenador
- Katsunori Miyake – designer
- Shuuji Yamaguchi, Hideaki Ikeda, Kouki Fukui – engenharia
- Masahito Koike – designer das vestimentas
- Sayuri Watanabe – estilista
- Naoki Toyoshima – promotor
- Masanori Kato – fotografia
- Todas as músicas arranjadas por Buck-Tick e Tsutomu Nakayama